# Sept-Frères
Sept-Frères é uma ex-comuna francesa na região administrativa da Normandia, no departamento de Calvados. Estendeu-se por uma área de 9,63 km². Em 2010 a comuna tinha 351 habitantes (densidade: 36,4 hab./km²).
Em 1 de janeiro de 2017 foi fundida com as comunas de Saint-Sever-Calvados, Champ-du-Boult, Courson, Fontenermont, Le Gast, Le Mesnil-Benoist, Le Mesnil-Caussois, Mesnil-Clinchamps e Saint-Manvieu-Bocage para a criação da nova comuna de Noues de Sienne.